# Lydda guttata
Lydda guttata är en insektsart som beskrevs av Van Stalle 1992. Lydda guttata ingår i släktet Lydda och familjen Derbidae. Inga underarter finns listade i Catalogue of Life.